# LHCb

Site du Large Hadron Collider (LHC),
ci-dessous les expériences du LHC :
ATLAS : détecteur de particules par plusieurs couches concentriques de calorimètres,
CMS : solénoïde compact à muons,
LHCb : mesures des asymétries entre matière et antimatière,
ALICE : détecteur d'interactions entre ions lourds,
TOTEM : « télescope » mesurant la section efficace entre deux protons à 14 TeV,
LHCf : étude des particules produites « vers l'avant », afin de simuler les effets des rayons cosmiques,
MoEDAL : recherche du monopôle magnétique,
FASER : expérience de recherche avancée,
ci-dessous les préaccélérateurs :
p et Pb : accélérateurs linéaires pour protons (linac2) et pour ions lourds (linac3),
PSB (non représenté) : Proton Synchrotron Booster,
PS : Proton Synchrotron,
SPS : Super Proton Synchrotron

LHCb (Large Hadron Collider beauty experiment : Expérience du LHC sur le quark beauté) est une expérience de physique des particules utilisant les collisions de protons produites au collisionneur LHC du CERN (Genève). Ce détecteur est spécialisé dans la physique des saveurs et la recherche de nouvelle physique par des méthodes indirectes comme la mesure de violation de la symétrie CP ou de taux d'embranchement de décroissances rares.
Le détecteur LHCb se trouve sur la commune de Ferney-Voltaire en France au point 8 du LHC, à quelques mètres de la frontière suisse.

## Objectifs scientifiques
LHCb est destiné à l'étude de la violation de CP et à la recherche de désintégrations rares pouvant faire ressortir de la nouvelle physique dans le secteur de la beauté. L'analyse des données porte largement sur les mésons beaux (contenant un quark b ou un anti-quark b) et charmés (contenant un quark c ou un anti-quark c), mais aussi sur les baryons beaux (contenant trois quarks dont un quark ou antiquark b), les bosons (Higgs ou Z) ou la recherche de particules exotiques.

## Dispositif expérimental

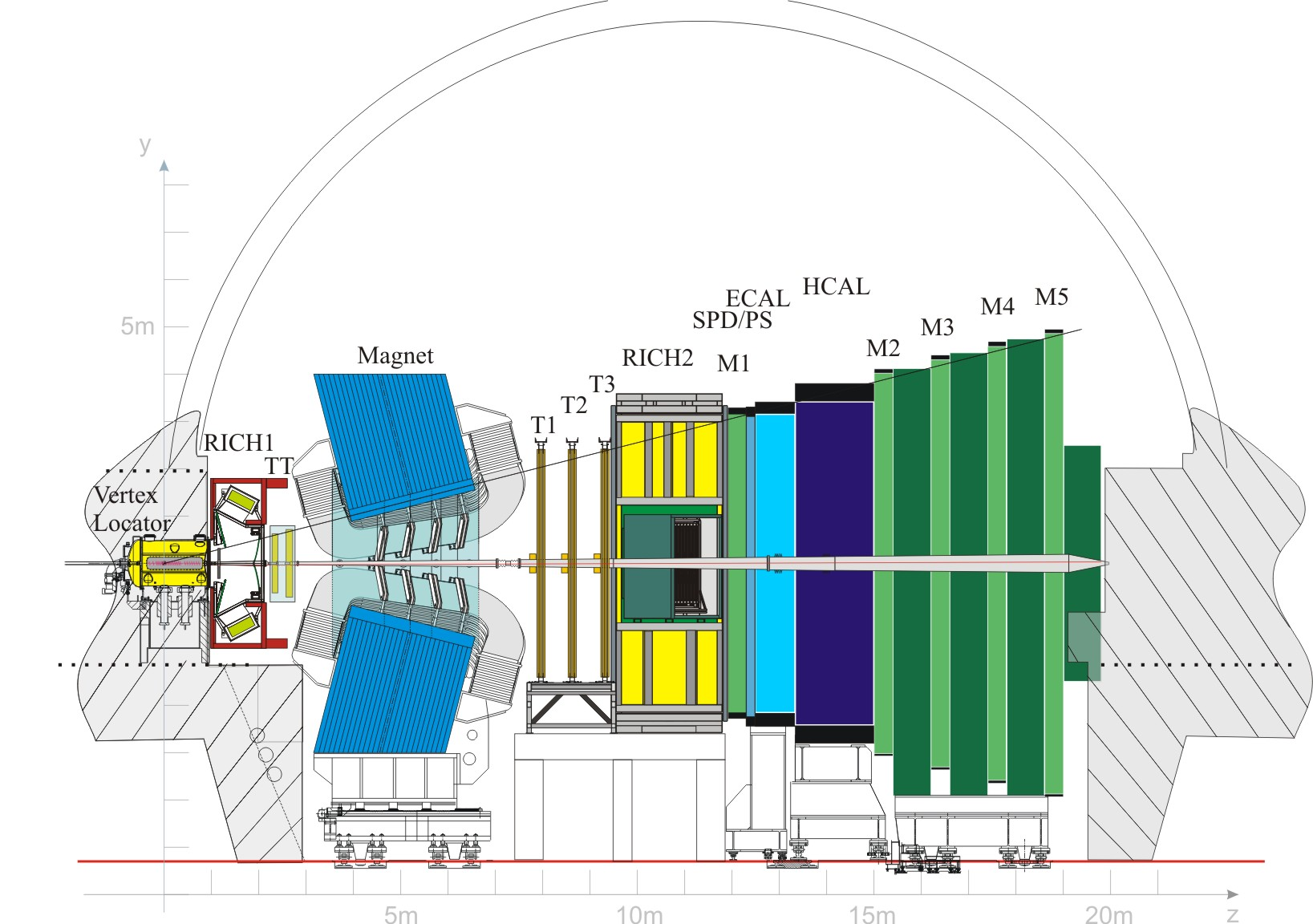
Plan en coupe du détecteur LHCb

Du point de vue matériel, LHCb est un spectromètre à un bras dirigé vers l'avant, ce qui permet d'optimiser la détection de hadrons contenant des quarks b. En effet, les paires quark b - antiquark b qui sont à l'origine de ces hadrons beaux sont produites au cours des collisions de protons par un processus appelé fusion de gluons qui favorise l'émission de ces paires à un très petit angle par rapport au faisceau de protons. Le cône formé par l'instrument correspond donc à la zone où l'émission de ces paires (et donc la production de hadrons beaux) est la plus probable.
Afin d'effectuer des mesures précises de désintégrations de ces hadrons beaux ou charmés, le détecteur LHCb se divise en deux sous-systèmes principaux :
1. le système de trajectographie qui a pour but de reconstruire avec précision les trajectoires des particules chargées à l'intérieur du détecteur afin de pouvoir mesurer précisément leurs quantités de mouvements. Ce système se compose d'un détecteur de vertex (le VELO), d'un aimant pour courber la trajectoire des particules chargées et en déduire leur quantité de mouvement, et de deux trajectographes (le trajectographe de silicium, ST, et le trajectographe extérieur, OT).
2. le système d'identification des particules dont le rôle est d'identifier les particules produites au cours des collisions de protons. Ses principaux éléments sont deux détecteurs RICH qui peuvent discerner les kaons, les muons, les protons et les pions, un calorimètre électronique (principalement pour les électrons et les photons), un calorimètre hadronique (pour les hadrons chargés ou neutres) et enfin un détecteur de muons.

## Collaboration
En Août 2020, l'expérience regroupe plus de 1400 membres, issus de 85 laboratoires et universités de 18 pays : Italie, Royaume-Uni, France, Russie, Allemagne, Pologne, Suisse, Ukraine, Brésil, Espagne, Pays-Bas, Chine, États-Unis, Irlande, Roumanie, Colombie, Slovénie et Algérie.

## Principaux résultats
- Plusieurs résultats collectivement appelés "anomalies" sont mesurés dans les transitions générées par des diagrammes pingouins[1],[2].
- En combinant ses données avec celles de l'expérience CMS, la collaboration LHCb observe la désintégration rare du méson Bs en deux muons[3].
- Elle observe aussi plusieurs particules composées de 5 quarks, nommées pentaquarks, dans les désintégrations de baryons b[4].
- En mars 2019, l'équipe de chercheurs du LHCb publie des résultats préliminaires de l'expérience : une étude réalisée sur des quarks charm observe pour la première fois une violation de la symétrie CP directe[3].